# Laurent Groppi
Pas d'image ? Cliquez ici
Laurent Groppi, né le 19 janvier 1983 à Thonon-les-Bains (Haute-Savoie), est un pilote automobile français qui a mis un terme à sa carrière professionnelle en 2013.

## Carrière
Il fait ses débuts en compétition à l'âge de 11 ans en karting, discipline dans laquelle il obtient le titre de champion de France en 1999, ainsi que plusieurs places sur le podium de 1999 à 2001 en championnat d'Europe. En 2002 il est vice-champion du monde Super A par équipe et champion de France « Élite ».

## Palmarès
- Formule Campus
  - Champion de France en 2003 (13 victoires)

- Championnat de France de Formule Renault
  - Vice-champion en 2005 (1 victoire)
  - Champion en 2006 (6 victoires)

- Eurocup Formule Renault
  - 2 victoires en 2006

- Championnat de France FFSA GT
  - Vice-champion en 2007 avec Bruno Hernandez sur une Saleen S7-R du Team Oreca
  - Vice-champion en 2009 avec Patrick Bornhauser sur une Saleen S7-R de l'écurie Larbre Compétition[1]
  - Champion en 2010 avec Patrick Bornhauser au volant d'une Porsche 911 GT3 R (997) de l'écurie Larbre Compétition

- 24 Heures du Mans
  - 10e en 2007 sur une Saleen S7-R du Team Oreca-Matmut
  - 8e en 2008 sur une Courage-Oreca LC70 du Team Oreca

- Le Mans Series
  - Victoire dans la catégorie LMGT1 des 1 000 kilomètres du Nürburgring lors des Le Mans Series 2009

- Intercontinental Le Mans Cup
  - Victoire dans la catégorie LMGT1 des 1 000 kilomètres de Zhuhai 2010 lors de l'Intercontinental Le Mans Cup 2010